# Công ước phòng chống Tra tấn của châu Âu
Công ước phòng chống Tra tấn của châu Âu tên đầy đủ là Công ước phòng chống Tra tấn và Trừng phạt hoặc Đối xử vô nhân đạo hoặc làm mất phẩm giá (tiếng Anh: European Convention for the Prevention of Torture and Inhuman or Degrading Treatment or Punishment) được các nước thành viên của Ủy hội châu Âu thông qua trong cuộc họp tại Strasbourg ngày 26.11.1987. Sau đó Công ước này đã được tu chính bởi 2 nghị định thư có hiệu lực vào ngày 1 tháng 3 năm 2002.
Việc giám sát sự tuân thủ các quy định của Công ước là nhiệm vụ của Ủy ban phòng chống Tra tấn của châu Âu do Công ước này lập ra.
Sau Công ước châu Âu về Nhân quyền, thì Công ước phòng chống Tra tấn được nhiều người coi là một trong số các hiệp ước quan trọng nhất của Ủy hội châu Âu. Công ước này đã được tất cả 47 nước thành viên của Ủy hội châu Âu phê chuẩn, và việc phê chuẩn Công ước này là điều kiện tiên quyết cho mọi nước mới gia nhập Ủy hội châu Âu trong những năm gần đây.

### Bản văn Công ước phòng chống Tra tấn
Dưới đây là bản văn Công ước phòng chống Tra tấn của châu Âu bằng tiếng Anh *European Convention for the Prevention of Torture and Inhuman or Degrading Treatment or Punishment